# Eschiva de Ibelín (fallecida en 1196)
Eschiva de Ibelín (1160 – 1196) fue la hija de Balduino de Ibelín (muerto en 1187), señor de Ramla, y de Riquilda de Bethsan.
Se casó con Emerico de Chipre (1145-1205), condestable del reino de Jerusalén, luego rey de Chipre (1194-1205) y de Jerusalén (1197-1205). Sus hijos fueron:
- Borgoña (1180 - 1210), se casó con Raimundo VI de Tolosa, luego con Gutierre II de Montfaucon
- Guido, murió joven
- Juan, murió joven
- Hugo I, rey de Chipre
- Helvis, se casó con Raimundo Rubén de Antioquía
- Alix, murió joven